# José Humberto Romero
José Humberto Romero (Rosario, Santa Fe, 5 de septiembre de 1954) es un exfutbolista argentino que jugaba como defensor.

## Trayectoria

### Rosario Central
Romero debutó en Rosario Central en el año 1975. En el canalla jugó hasta mitad de 1976. Tuvo una segunda etapa en Central, en el año 1977, cuando disputó el Metropolitano.

### Atlético Tucumán
En 1976 viajó a Tucumán para sumarse a Atlético Tucumán. Con el decano jugó el Campeonato Nacional 1976 y luego regresó a Rosario.

### Millonarios
A mediados de 1977 se trasladó a Colombia, para sumarse a Millonarios de Bogotá. En el equipo colombiano tuvo una gran actuación y llegó al hexagonal del Campeonato Colombiano.

### Sarmiento
En 1978 llegó a Sarmiento. En 1980 se coronó campeón de la B metropolitana y logró el histórico ascenso del equipo de Junín. En el verde jugó hasta 1981.

### Gimnasia y Esgrima
En 1982 llegó a Gimnasia y Esgrima La Plata, con el objetivo de lograr el ascenso. En su primera temporada terminó primero en su grupo, pero perdería en las semifinales por el segundo ascenso. En el lobo jugó hasta 1983, cuando se retiró del fútbol.

## Clubes
| Club                        | País      |
| --------------------------- | --------- |
| Rosario Central             | Argentina |
| Atlético Tucumán            | Argentina |
| Millonarios                 | Colombia  |
| Sarmiento                   | Argentina |
| Gimnasia y Esgrima La Plata | Argentina |

## Palmarés
| Título          | Equipo    | País      | Año  |
| --------------- | --------- | --------- | ---- |
| B metropolitana | Sarmiento | Argentina | 1980 |